# حريق انبوب غاز المثنى
انفجار أنبوب غاز المثنى هو انفجار هو وقع يوم 31 أكتوبر 2020 في محافظة المثنى جنوب العراق، أدى إلى مقتل 4 أشخاص وأصابة 28 آخرين، حيث قامت وزارة النفط بفتح تحقيق في هذه الحادثة.

## الحادثة
في الساعة الـ3 صباحاً انفجر انوب الغاز في محافظة المثنى وأدى إلى مقتل طفلين وأصابة 28 بينهم 11 شخصاً من أفراد الحشد الشعبي، وتوفي شخصين من أفراد الحشد الشعبي فيما بعد بسبب خطورة إصابتهم، أعلن الدفاع المدني عن أخماد الحريق يوم 1 نوفمبر، ورجح إلى أن الأنفجار قد يكون من فعل فاعل.